# Allotapes nigrifacies
Allotapes nigrifacies är en insektsart som beskrevs av Alexander Fyodorovich Emeljanov 1964. Allotapes nigrifacies ingår i släktet Allotapes och familjen dvärgstritar. Inga underarter finns listade i Catalogue of Life.